# Vrstevnice

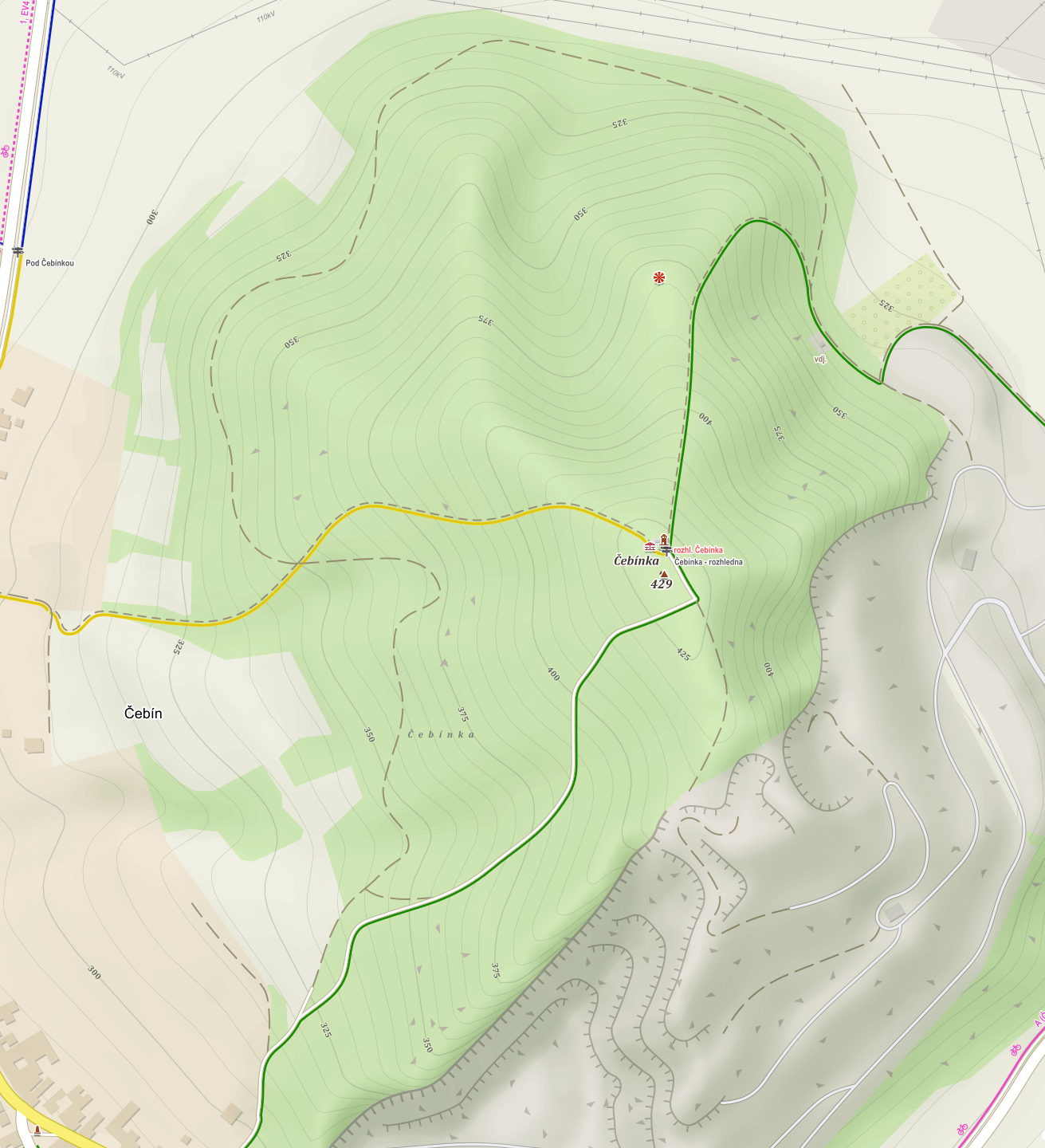
Mapa znázorňující tvar zalesněného kopce Čebínka (kóta 429 m n. m.) pomocí vrstevnic, umocněno stínováním; vpravo dole lom s vyznačenými terénními hranami se spádovkami

Terén a odpovídající vrstevnice

Vrstevnice (také izohypsa) je křivka, která na mapě či v terénu spojuje body se stejnou, předem určenou nadmořskou výškou. Pro vyhotovení vrstevnicové mapy jsou vrstevnice voleny s pravidelným výškovým rozdílem – ekvidistancí (základním intervalem vrstevnic). Ten bývá uveden v legendě. Vrstevnice patří mezi izolinie.
Křivka, která na mapě či v terénu spojuje body se stejnou nadmořskou výškou, se nazývá horizontála.
V místech, kde jsou vrstevnice na mapě hustěji u sebe, je v terénu svah strmější. Výškový rozdíl mezi dvěma sousedními vrstevnicemi určuje ekvidistance (základní interval vrstevnic). Pro terén pod vodou se používají tzv. hloubnice (izobáty).

## Druhy vrstevnic
- Základní – vrstevnice o výšce, která je dělitelná základním intervalem. V mapě jsou vyznačeny tenkou hnědou linií, nepřerušovaně. Jsou uzavřené.
- Zdůrazněné (zvýrazněné) – vrstevnice, jejichž výška je dělitelná násobkem (obvykle pětinásobkem) základního intervalu. Zjednodušeně řečeno, každá pátá vrstevnice je zdůrazněná. V mapě jsou značeny hnědou, nepřerušovanou, uzavřenou a silnou linií.
- Doplňkové – vrstevnice s polovičním nebo čtvrtinovým intervalem. Používají se v takových místech na mapě, kde základní vrstevnice nestačí k vystižení tvaru terénu. Zakreslují se tenkou, hnědou, přerušovanou (délka mezery je kratší než délka čáry) linií. Nemusí být uzavřené, bývají doplněny popisem.
- Pomocné – zjednodušené horizontály, která se používají pro místa s nestálým reliéfem, zejména v místech uměle vytvořených terénních tvarů (např. v oblastech povrchové těžby). Značí se tenkou, hnědou, přerušovanou (délka mezer a čar je stejná) linií. Nekótují se.

## Popis vrstevnic
V mapě se u vybraných základních nebo zdůrazněných vrstevnic uvádí nadmořská výška. Popis se provádí buď přímo do mapového pole nebo do rámu mapy. Vždy je třeba dodržet tzv. pravidlo hlava–pata. Hlava popisu (horní část číslic) směřuje nahoru k vrcholu kopce, pata popisu směřuje dolů, ve směru, kterým klesá nadmořská výška. V místě popisu vrstevnice v mapovém poli je možno linii přerušit.

## Doplňující prostředky
- Spádovka – krátká čárka kolmá na vrstevnici. Zakresluje se ve směru klesání.
- Terénní hrany – linie označující místa s přírodními (hnědá barva) nebo antropogenními (černá barva) terénními hranami.
- Kóty – body se značkou a uvedenou nadmořskou výškou.
- dále např. skály, balvany, rokle, jámy